# Frank Esmann
Frank Esmann Jensen (født 27. august 1939 i Odense, død 27. november 2016) var en dansk journalist. Esmann har bl.a. været chefredaktør ved Weekendavisen i tidsrummet 1978-84 og souschef ved TV-Aktuelt 1986-88. 1988 blev han DRs korrespondent i USA og Berlin og fra 1994 udenrigspolitisk kommentator ved Dagbladet Information.
Esmann har skrevet flere bøger, bl.a. Danske tilstande: om racisme og fremmedhad (2000) sammen med sin 2. hustru Susanne Bernth. I 2004 kom det frem, at Esmann havde plagieret amerikaneren Walter Isacsons bog om Henry Kissinger, Kissinger – A Biography fra 1992, i sin biografi om statsmanden. Som konsekvens af beskyldningerne valgte forlaget Aschehoug at trække bogen tilbage.